# Saulzais-le-Potier
Saulzais-le-Potier település Franciaországban, Cher megyében. Lakosainak száma 476 fő (2022. január 1.). Saulzais-le-Potier La Celette, Épineuil-le-Fleuriel, Faverdines, Loye-sur-Arnon és Vesdun községekkel határos.

## Népesség
A település népessége az elmúlt években az alábbi módon változott:
| Lakosok száma | 621  | 476  | 473  | 527  | 501  | 502  | 497  | 487  | 484  | 476  |
|               | 1968 | 1982 | 1990 | 2006 | 2013 | 2015 | 2017 | 2019 | 2020 | 2022 |